# Атлас, Иехезкель
Иехезкель Атлас (идиш יחזקאל אטלאס‎, англ. Yehezkel Atlas, также Атлас Хеник Адамович) (1913, Рава-Мазовецкая, Польша — 1942, Липичанская Пуща) — врач, один из командиров партизанского движения в Польше и Белоруссии в период немецкой оккупации во время Второй мировой войны.

## Биография
Иехезкель Атлас родился в 1913 году (по другим данным 1910 году) в городе Рава-Мазовецкая (Польша). Медицинское образование получил в Болонском университете в 1939 году. После захвата Польши немецкими войсками, бежал с семьёй в СССР. Родители и семнадцатилетняя сестра Селина были убиты в 1941 году в д. Козловщина (ныне Дятловский район Гродненской области). Атлас сбежал из гетто в Липичанскую пущу, где позже создал партизанский отряд.
В 1942 году Атлас организовал партизанский отряд, состоящий из молодых евреев. Под предводительством Атласа его отряду удалось освободить часть евреев из гетто в Деречине, после гетто было сожжено немцами. Данный отряд, включавший чуть более 120 евреев, соединился с советскими партизанами. Атлас и его отряд первыми вошли в город и ворвались в полицейский участок. Имея при себе очень мало оружия, партизаны убили более 60 полицейских, а затем вернулись в лес с крайне необходимым оружием и боеприпасами. После этого успешного налёта, в котором Атлас показал значимость своего отряда, командование партизан стало доверять ему важные военные операции.
Атлас продолжил сопротивление оккупантам и возглавил диверсионную группу, совершившую ряд нападений на немецкие гарнизоны. Его группа, в частности, участвовала во взрыве поезда на железнодорожной линии Лида. Стратегически важный мост через Неман был взорван также его группой. 15 сентября 1942 года Атлас, руководя своими бойцами, захватил немецкий самолет, который совершил вынужденную посадку.
2 октября 1942 года Иехезкель Атлас был убит во время немецкой облавы и в декабре 1942 года тайно похоронен в лесу среди болот.
Спустя 66 лет, в июле 2008 года, героя войны перезахоронили на еврейском кладбище в Дятлово.

## Награды
- Отден Отечественной войны II степени (30.12.1948)